# Lorentz Jacobsen
Lorentz Jacobsen (6. februar 1721 i Stubbæk syd for Aabenraa – 11. januar 1779 samme sted) var en dansk bygmester i rokokotiden. Sammen med Christian August Bohlsmann har han afgørende sat sit præg på Augustenborg som rokokoby og desuden skabt en række markante huse i Aabenraa.
Lorentz Jacobsen var søn af Jacob L. og NN, stod i murerlære, fik borgerskab som murersvend i Aabenraa 1745 og var blevet murermester inden 1747. Han var bykæmner i Aabenraa 1765-79 og bygningsinspektør for hertugen af Augustenborg fra 1776(?) til sin død. 
Jacobsens livsbane kendes fra omtale i Ensted Kirkebog. Ifølge kirkebogen opførte bygmesteren "die neue Kirche auf Augustenburg nebst einen Theil des Schlosses". Hans andel i byggeriet er dog svært at bestemme, eftersom slottets arkiv efter hertugens ønske blev brændt. Jacobsens praksis i Augustenborg blev videreført af den yngre kollega, C.A. Bohlsmann.
Jacobsens provinsielle stil i overgangsfasen mellem rokoko og klassicisme repræsenteres bl.a. af de to herregårde Skovbølgård og Ballegård. Bygmesteren boede til sin død i Aabenraa, hvor han havde tilsyn med veje, broer og bygninger. Han har efterladt sine initialer "LI" på solure i omegnens kirker i Uge, Hjordkær og Ensted. 
Han blev gift 1. gang 13. september 1745 i Aabenraa med Maria Christensen og 2. gang 26. marts 1762 med Mette Christine Nissen (født 6. august 1720).

## Værker
- Kliplev præstegård, Storegade 2B (1747, fredet 1950)
- Mørks Kro, Kliplev, Torvet 2 (ca. 1750, fredet 1950)
- Våbenhus ved Kliplev Kirke (1755)
- Postholdergården, Søndergade 20, Aabenraa (1758, fredet 1921)
- Våbenhus ved Hjordkær Kirke (1761)
- Skovbølgård, Felsted (1763-65, fredet 1925)
- Tummelsbjerg, Rinkenæs (1770, nedrevet)
- Ballegård, Ullerup (1771, fredet 1955)
- Reparationer på de nævnte kirker samt i Uge Kirke (1750) og i Ensted Kirke (1771)
- Ombygning af korpartiet, Skt. Nicolai Kirke, Aabenraa (1757-59, sammen med Jürgen Jacobsen, antagelig Jacobsens broder)

Tilskrivninger:
Aabenraa:
- Nymøllevej 28 (1766)
- Slotsgade 14 (1767, fredet 1921)
- Slotsgade 29 (1770, fredet 1921)

Augustenborg:
- Augustenborg Slot (1770-76, under ledelse af Johann Gottfried Rosenberg)
- Storegade 13 (ca. 1770-75, måske Christian August Bohlsmann, fredet 1950)
- Postholderens Hus, Storegade 23 (ca. 1775, fredet 1955)
- Den tidligere slotspræstegård, Palævej 2 (1776, fredet 1955)